# Исмагулов, Константин Иванович
Кайыргали (Константин) Иванович Исмагулов (каз. Қайырғали Смағұлов, 5 сентября 1919, Гурьевская область — 23 октября 1993, Атырау) — участник Великой Отечественной войны, Герой Советского Союза. Особо отличился в ночь на 1 ноября 1943 года, когда в ходе Керченско-Эльтигенской десантной операции возглавлял группу десантников в бою за посёлок Эльтиген (ныне посёлок Героевское в черте города-героя Керчь).

## Биография
Родился 5 сентября 1919 года в ауле Каиршахты (бывший Тендык) ныне Балыкшинского района Атырауской области Казахстана в крестьянской семье. Казах. После смерти отца с десятилетнего возраста воспитывался в детском доме. В 1936 году окончил 6 классов, работал в колхозе Тендык. Всегда был активистом, инициативным комсомольцем, после выпуска из детдома комитет комсомола направил его на работу с молодежью. Был пионервожатым детского дома, работал на рыбоконсервном заводе, затем милиционером в городе Гурьев (с 1992 года и ныне — город Атырау).
На фронте однополчане и командиры казахского парня Кайыргали звали Костей. Даже в наградных документах у него записано — Исмагулов Константин Иванович.
В ряды Красной Армии он был призван в 1939 году, на фронт попал в первые дни рядовым. Боевое крещение принял под Ростовом, где Каиргали командовал небольшой группой советских воинов-истребителей танков. Гранатами и бутылками с зажигательной смесью были подбиты головной и следующий за ним танк, после чего остальные вражеские танки повернули обратно. Около подбитых танков был взят в плен гитлеровец. За этот бой и за приведенный «язык» Исмагулову К. было присвоено звание сержанта и он был удостоен первой награды – медали «За отвагу».
Далее участвовал в освобождении от фашистов городов Краснодар, Кавказские Минеральные Воды, Пятигорск, Темрюк и других городов Кавказа. После освобождения Тамани — освобождал Новороссийск и Керчь.
В дни новороссийских боёв был принят кандидатом в члены коммунистической партии из комсомола.
С 1946 года младший лейтенант Исмагулов К. И. — в запасе. Член ВКП(б)/КПСС с 1946 года. В 1950 году он окончил курсы при Центральном Комитете Коммунистической партии Казахстана, в 1955 году — среднюю школу. В 1955—1956 годах руководил отделом социального обеспечения. До ухода на пенсию работал заместителем директора ГПТУ № 12 города Гурьев.
Заслуженный ветеран жил в городе Гурьев — в настоящее время город Атырау. Умер 23 октября 1993 года (сказались полученные во время Великой Отечественной войны ранения). С достойными почестями похоронен в городе Атырау.

## Подвиг
В середине сентября 1943 года в боях за освобождение Новороссийска сержант Исмагулов был в числе первых воинов 1339-го стрелкового полка, высадившихся в Новороссийском порту. Участвовал в захвате электростанции, штаба гитлеровской артиллерийской части и цементного завода. Возглавляя штурмовую группу, сержант Исмагулов уничтожил вражеский танк, блокировал, а затем взял в рукопашной схватке дом, в котором засели фашисты, пленив пятерых из них. Десять суток советские бойцы атаковали гитлеровские траншеи и дзоты. В итоге, фашисты были изгнаны. За храбрость и мужество, проявленные в боях на «Малой земле» за Новороссийск, сержант из Гурьева был представлен к награждению орденом Красной Звезды.
Помощник командира взвода 1339-го стрелкового полка (318-я стрелковая дивизия, 18-я армия, Северо-Кавказский фронт) комсомолец сержант Константин Исмагулов особо отличился в ночь на 1 ноября 1943 года, когда в ходе Керченско-Эльтигенской десантной операции возглавлял группу десантников в бою за посёлок Эльтиген (ныне посёлок Героевское в черте города-героя Керчь).
В 10 часов ночи на первое ноября 1943 года от берега отчалило несколько катеров с бойцами. Им предстояло форсировать Керченский пролив и захватить на полуострове плацдарм; на одном из них плыли командир взвода 1339-го стрелкового полка капитан А. С. Мирошник, его помощник Исмагулов, сержант Толстов, старшина медслужбы Абдуллаев, старшина Поправка и другие. Всего 22 человека. Преодолев тридцатикилометровый водный путь, они приблизились к берегу. Противник заметил их, открыл ураганный огонь из орудий, пулеметов, минометов. Только одному катеру удалось прорваться ближе к берегу. Это был катер, где находились капитан Мирошник и Исмагулов со своими боевыми товарищами.
Добравшись до берега, Исмагулов Каиргали с призывом «За Родину, за Партию!» увлёк за собой десантников вперед. Натиск двадцати солдат был настолько дерзок, что около сотни гитлеровцев растерялись, оставили свою траншею и хорошо укрепленную высоту. В результате гнали немцев до 5 км, пока не рассвело, вернулись и заняли оборону. Утром противник понял, что имеет дело с небольшой группой, и пошел в наступление, бросив против 22 советских воинов 12 танков и до двух батальонов пехоты. Тяжелый бой продолжался с 7 утра до 2 ночи. Советских солдат бомбили и с воздуха. Несмотря на трудное положение, советские десантники не сдались.
За день десантники отбили 14 вражеских атак, подбив два танка. Вокруг высоты валялось несколько сот трупов немецких солдат и офицеров. В этом бою одиннадцать советских десантников были тяжело ранены.
На следующее утро к горстке героев подоспела помощь: прибыли солдаты и офицеры во главе с генерал-майором В. Ф. Гладковым.
Ожесточенные кровопролитные бои советских десантников против в несколько раз превосходящих сил противника продолжались 44 дня. В эти дни сержант Исмагулов проявил исключительное геройство и личную отвагу. Будучи раненным, он не покинул поле сражения. Только в боях за населённый пункт Эльтиген он уничтожил до двадцати гитлеровцев.
Этот бой стал известен как «эльтигенский десант», сковавший значительные силы противника на Керченском полуострове в ноябре-декабре 1943 года.
Указом Президиума Верховного Совета СССР от 17 ноября 1943 года «за образцовое выполнение боевых заданий командования на фронте борьбы с немецко-фашистскими захватчиками и проявленные при этом мужество и героизм» сержанту Исмагулову Константину Ивановичу присвоено звание Героя Советского Союза с вручением ордена Ленина и медали «Золотая Звезда» (№ 1154).

Бюст Кайыргали Исмагулова на одноименном бульваре в г. Атырау, Республики Казахстан.

## Награды
- медаль «Золотая Звезда»[9] № 1154;
- орден Ленина[10];
- орден Отечественной войны I степени (06.04.1985)[11];
- орден Красной звезды
- медаль  «За отвагу»;
- медали.

## Память
- Казахский писатель Габит Махмутович Мусрепов написал ряд рассказов и очерков о боевых и трудовых подвигах казахского народа на темы Великой Отечественной войны, из них наиболее популярна повесть «Казахский батыр», посвящённая Герою Советского Союза Каиргали Исмагулову. Эта повесть впоследствии была дополнена и переработана автором в роман и получила новое название — «Солдат из Казахстана». Роман переведён на многие языки в Казахстане и за рубежом.
- 6 мая 2010 года на бульваре Каиргали Смагулова в городе Атырау состоялось торжественное открытие бюста Героя[12]. Первоначально этот бюст был установлен в 1994 году на проспекте Азаттык у входа в областной департамент социальной защиты населения.
- Атырауский поисковик Талгат Ильясов снял о К. Смагулове небольшой фильм[13].
- Телеканал «Qazaqstan» выпустил передачу посвященную Каиргали Исмагулову[14].
- К 100-летию со дня рождения героя был снят фильм[15], возложение цветов у памятника и мероприятие в сельском Доме культуры Томарлы[16].

| Галерея фотоматериалов |
| --- |
| - Награды Исмагулова Кайыргали. |
| |
| - Указ Президиума Верховного Совета СССР о присвоении звания Героя Советского Союза от 17.11.1943 - Наградной лист о присвоении звания Героя Советского Союза |